# Zimmern (Immendingen)
Zimmern ist ein Ortsteil der Gemeinde Immendingen im baden-württembergischen Landkreis Tuttlingen.

## Etymologie
Der Ortsname Zimmern (in seiner Ersterwähnung auch Timbirn) leitet sich vermutlich vom urgermanischen Begriff ‚*timrą‘ bzw. dem althochdeutschen Wort ‚zimbar‘ ab, was so viel wie Bauholz, Gezimmertes, Gebäude oder Zimmer bedeutet. Es ist demnach als ‚bei den Holzhäusern‘ zu verstehen. Auch das altenglische timber und das spätlateinische timbrium stehen dazu in Verwandtschaft.

## Geographie

### Geographische Lage
Das kleine Dorf mit rund 1550 Einwohnern liegt im Tal der Oberen Donau unterhalb von Hornenberg und Amtenhauser Berg im Norden und dem Katzensteig im Süden auf der Baaralb nur wenige hundert Meter westlich von Immendingen an der Bundesstraße 311 unmittelbar östlich der Autobahn 81. Zur Gemarkung Zimmern gehört zudem das Amtenhauser Tal.

### Ortsgliederung
Zimmern lässt sich entsprechend der Kreuzung von Bundesstraße 311 (West-Ost) und Amtenhauser Bach (Talbach) (Nord-Süd) in vier Gebiete unterteilen. Im Südwesten zur Donau und Bahnstrecke hin liegt das alte Kerngebiet der ehemals selbstständigen Gemeinde, welches heute als Unterdorf bezeichnet wird. Im Nordwesten, am Hang des Hornenberges, liegt das Oberdorf. Am Amtenhauser Berg, im Nordosten, ist das Wohngebiet Iltishalde und im Südosten befindet sich das Neubaugebiet Am Freizeitzentrum.
Abseits des Dorfes – im Amtenhauser Tal – liegen zudem die Zinken Amtenhausen (Klosterhof) und Talhof sowie das Haus Säge.

## Geschichte

### Altertum
Frühgeschichtlich war das Donautal Zimmerns im Siedlungsgebiet verschiedener keltischer Stämme, wie der Latobiker, Tulinger und Helvetier, welche ab dem Jahre 15 v. Chr. vom Römischen Reich unterworfen und romanisiert wurden. Als Teil der späteren römischen Provinz Obergermanien lag das Tal bis ungefähr 95 n. Chr. an der älteren Donaulinie des Obergermanisch-Raetischen Limes. Von Brigobannis (Kastell Hüfingen) aus führte die Donausüdstraße (via iuxta Danuvium) entlang der Donau durch die heutige Gemarkung Zimmern zum Kastell Tuttlingen weiter bis nach Konstantinopel.
Auf der Gemarkung wurden, wie in der gesamten Region, einige Einzel- und Siedlungsfunde aus verschiedenen Epochen und Perioden gemacht: von der Bronzezeit (speziell der Urnenfelderzeit), der vorrömischen Eisenzeit (Hallstattzeit) bis hin zur römischen Kaiserzeit. Im Jahr 1917 wurden im Gewann Bilgösch nördlich von Zimmern die Reste eines römischen Gutshofes aus dem wahrscheinlich 1. Jahrhundert n. Chr. untersucht. Des Weiteren fand man im Jahr 1880 im Wannenbuck am oberen Ende des Amtenhauser Tales (nahe Öfingen) eine zweite römische Villa (Landhaus).
Nach dem Abzug der römischen Legionen besiedelten neben den vermutlich zurückgebliebenen romanisierten Kelten vor allem die Alamannen das hiesige Gebiet. Es ist allerdings davon auszugehen, dass das heutige Zimmern keine Ursiedlung aus der Zeit der alemannischen Landnahme um das Jahr 300 ist, sondern viel eher aus einem ständig erweiterten Bauernhof erwachsen ist. Bei der Gründung des Dorfes mussten höchstwahrscheinlich die Gemeinden Immendingen, Hintschingen und Geisingen Gelände an Zimmern abtreten. So lässt sich auch erklären, warum die erwähnten Nachbargemeinden Jahrhunderte lang das Recht hatten, auf bestimmten Geländeflächen Zimmerns ihr Vieh weiden zu lassen.

### Mittelalter

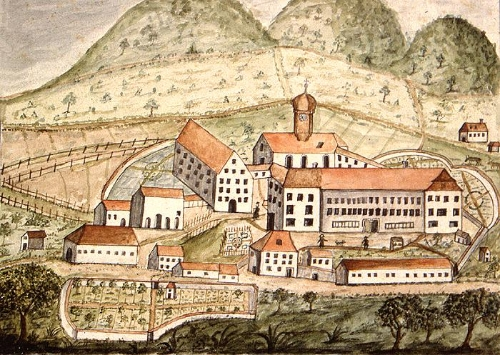
Die Benediktinerinnenabtei Amtenhausen.

Durch Eroberungen und Neuordnungen gehörte das Gemeindegebiet ab 502 zum Stammesherzogtum Alamannien im Fränkischen Reich, ab 843 zum Ostfränkischen Reich und ab 962 zum Heiligen Römischen Reich Deutscher Nation. Ab 911 lag die Siedlung im Herzogtum Schwaben. Es gibt Grabfunde aus dem 8. und 9. Jahrhundert.
Im Jahre 973 wurde Zimmern schließlich erstmals als „Timbirn an der Tonow under Amptenhusen“ im Schenkungsverzeichnis des Klosters Reichenau erwähnt. Als Schenkender wird Hertzog Berchtolt, ain sun hertzog Albrechtz genannt vermutlich Herzog Berchthold von Marchtal oder Berthold I. von Zähringen. 1102 kam es dann im Amtenhauser Tal unweit des Dorfes zur Grundsteinlegung des Benediktinerinnenklosters Amtenhausen, das 1113 vom Konstanzer Bischof geweiht wurde und bis 1808 bestand.
In weiteren mittelalterlichen Urkunden wird von mindestens 1101 bis 1268 das örtliche Adelsgeschlecht derer de Cimbern bzw. von Zimmern – namentlich bekannt ist der 1249 und 1268 erwähnte Ritter Gerungus von Zimmern (lat. Gerungi de Cimbern bzw. Gerungus, miles de Zimbern) – im Gefolge der Freiherren von Wartenberg genannt. Weiteren Einfluss hatten die Grafen von Sulz und Stühlingen im 12. und im 13. Jahrhundert. Nach 1318 gelangte Zimmern an die Fürstenberger.

### Frühe Neuzeit
In der frühen Neuzeit wurde die Region von zahlreichen Kriegen geprägt. Beginnend mit dem Schwabenkrieg und dem Deutschen Bauernkrieg. Während des Dreißigjährigen Krieges kam es 1632 zu Verwüstungen durch die Schweden, wovon vor allem das Kloster betroffen war. Hunger und Pest waren Schrecken und Unglück der Bevölkerung. Auch während der Eroberungskriege Ludwigs XIV. von 1654 bis 1697, des spanischen Erbfolgekrieges (ab 1704) sowie des Ersten (ab 1792) und Zweiten Koalitionskrieges (ab 1798) unter Napoleon litten Ort und Kloster unter Plünderungen, Einquartierungen und Requisitionen französischer Truppen. 1806 wurden die Ländereien der Fürstenberger dem Großherzogtum Baden zugeschlagen.

### Moderne

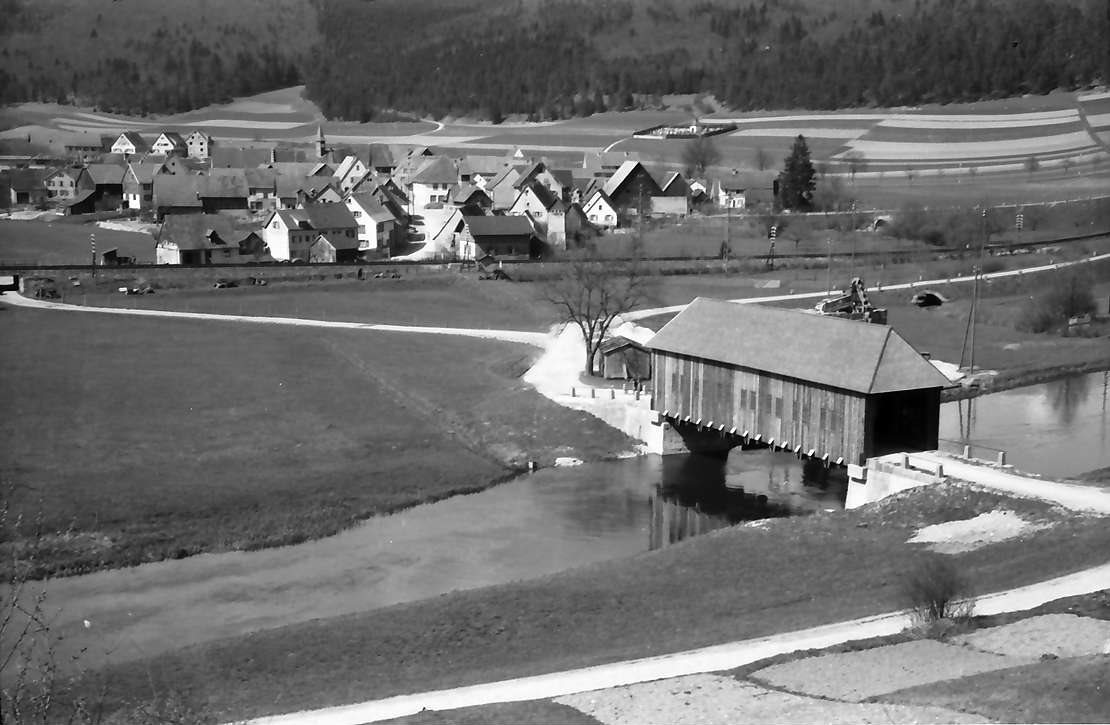
Überdachte Donaubrücke und Unterdorf in den 1950er Jahren

Ab 1807 gehörte Zimmern zum Amt Möhringen, seit 1844 zum Amt Engen und ab 1936 zum Bezirksamt bzw. Landkreis Donaueschingen. Auch unter den beiden Weltkriegen hatte der Ort zu leiden. In den letzten Kriegstagen wurden mehrere Häuser und die Kirche von Fliegerbomben getroffen und brachten die Front mit all ihren Schrecken in die Gemeinde. Beim Rückzug der deutschen Truppen wurde zudem die gedeckte Holzbrücke über die Donau gesprengt.
Am 1. Januar 1971 wurde Zimmern nach Immendingen eingemeindet und gehört seit 1973 zum Landkreis Tuttlingen.
Seit der Errichtung mehrerer Neubaugebiete in den 1970er Jahren wuchs der Ortsteil von durchschnittlich 300 auf über 1400 Einwohner.

#### Einwohnerentwicklung
| Jahr | Einwohnerzahlen |
| ---- | --------------- |
| 1820 | 324             |
| 1825 | 358             |
| 1836 | 365             |
| 1852 | 349             |
| 1871 | 333             |
| 1880 | 295             |
| 1890 | 296             |
| 1900 | 292             |
| 1910 | 277             |
| 1925 | 306             |
| 1933 | 267             |
| 1939 | 278             |
| 1950 | 313             |
| 1956 | 328             |

| Jahr              | Einwohnerzahlen |
| ----------------- | --------------- |
| 1961              | 326             |
| 1970              | 379             |
| 1973              | 445             |
| 31. Dezember 2001 | 971             |
| 31. Dezember 2003 | 1049            |
| 31. Dezember 2008 | 1023            |
| 31. Dezember 2011 | 1055            |
| 31. Dezember 2013 | 1277            |
| 31. Dezember 2015 | 1356            |
| 31. Dezember 2017 | 1409            |
| 31. Dezember 2019 | 1485            |
| 31. Dezember 2021 | 1521            |
| 31. Dezember 2023 | 1528            |

## Politik

### Bürgermeister von 1829 bis 1970 (Eingemeindung)
- 1829–1830: Sylvester Häusle, Vogt
- 1831–1832: Johann Rosenstihl, Vogt/Bürgermeister
- 1832–1833: Sternbacher, Bürgermeister
- 1833–1834: Deusch, Amtsverweser
- 1834–1838: Sternbacher, Bürgermeister
- 1838–1844: Schacherer, Vogt/Bürgermeister
- 1848–1854: Nikolaus Weiler, Bürgermeister
- 1854–1862: Joh. Bapt. Hall, Bürgermeister
- 1863–1869: Vinanz Deusch, Bürgermeister
- 1870–1881: Franz Heizmann, Bürgermeister
- 1881–1883: Konstantin Vögele, Bürgermeister
- 1883–1893: Cölestin Gut, Bürgermeister
- 1894–1909: Max Gabriel, Bürgermeister
- 1909–1937: Franz Schwörer, Bürgermeister
- 1938–1945: Hubert Hienerwadel, Bürgermeister
- 1945: Robert Gut, Bürgermeister-Stellvertreter (3 Monate)
- 1945: Franz Dreyer, Bürgermeister-Stellvertreter (6 Monate)
- 1946–1967 Ernst Heizmann, Bürgermeister
- 1967–1970 Robert Gut, Bürgermeister

(Quelle:)

### Ortsvorsteher
- 1985–1989: Fridolin Baumann
- bis 2004: Edgar Scherzinger
- 2004–2014: Fridolin Baumann
- seit 2014: Günter Heizmann

### Wappen
| | Blasonierung: „In Gold mit silber-blauem Wolkenbord ein rot bezungter schwarzer Bärenrumpf“ |
| Wappenbegründung: Das Wappen der ehemals selbständigen Gemeinde Zimmern wurde 1900 vom Staatsarchiv entworfen, da keine historischen Wappen oder Siegel bekannt waren. Die wolkige Bordüre stammt aus dem Wappen der Fürsten von Fürstenberg, zu denen das Gebiet historisch gehörte. Der Bär ist das Symbol des hiesigen Schutzpatrons St. Gallus und weist auf die Pfarrkirche St. Gallus hin. |                                                                                             |

## Kultur und Sehenswürdigkeiten

### Musik
- Musikverein Zimmern an der Donau e. V. (seit 1931)

### Bauwerke

#### Gedeckte Holzbrücke über die Donau

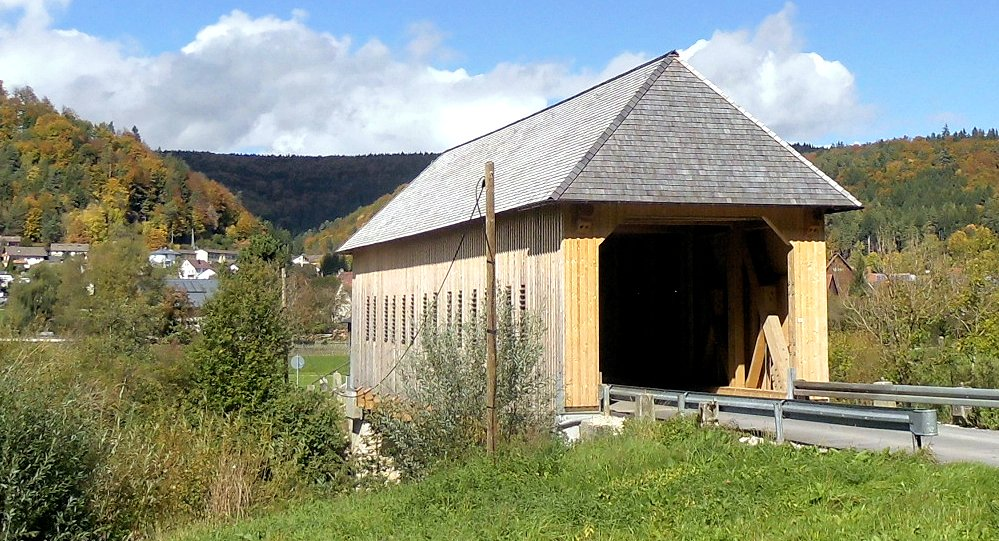
Überdachte Donaubrücke

Zu den Sehenswürdigkeiten gehört die hölzerne, überdachte Donaubrücke. Die unter Denkmalschutz stehende Holzschindelbrücke aus dem 17. oder 18. Jahrhundert wurde 1945 beim Rückzug der Deutschen gesprengt und 1947 wieder aufgebaut. Sie ist Teil des Donauradwegs. Am 6. September 2015 wurde sie in Folge eines Feuers zerstört, am 17. Juli 2016 wurde ein Neubau in alter Form fertiggestellt.

#### Kloster Amtenhausen

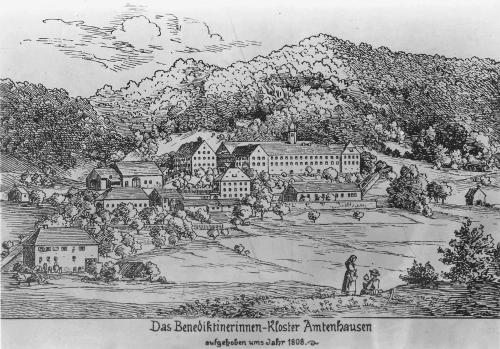
Kloster Amtenhausen im 18. Jahrhundert.

Etwa drei Kilometer nordwestlich von Zimmern befindet sich das historische Benediktinerinnenkloster Amtenhausen sowie die Überreste der Burg Amtenhausen (auch Burg Zimmern genannt).

#### Pfarrkirche St. Gallus

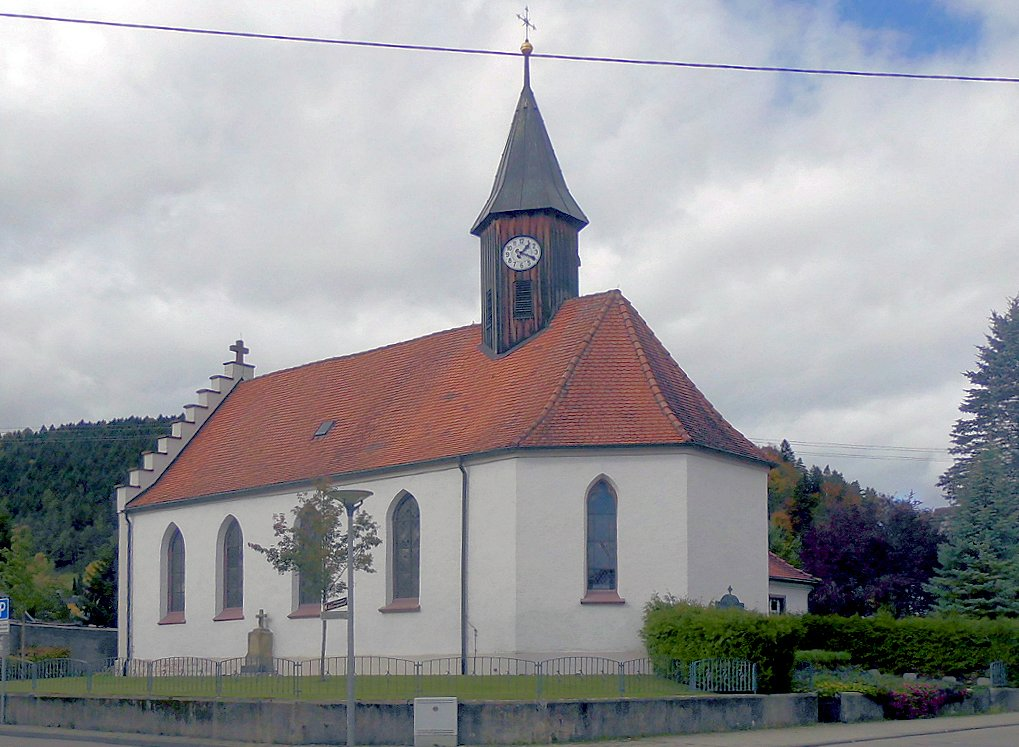
Kirche St. Gallus

Die dem Hl. Sankt Gallus geweihte Pfarrkirche wurde 1275 erstmals urkundlich erwähnt. Ab 1497 waren Kirche und Pfarrei Teil des Klosters Amtenhausen bis 1732 die selbständige Pfarrei durch den Bischof von Konstanz wiedererrichtet wurde. In den Jahren 1621 bis 1623 wurde der einschiffige Bau mit seinen spätgotischen Fenstern von Grund auf erneuert und 1905 noch einmal vergrößert. Während des Zweiten Weltkriegs wurde der sechseckige Kirchturm am 28. April 1945 durch einen Bombentreffer zerstört, nach Kriegsende aber wieder in ursprünglicher Form, aber kleinerem Maßstab, neu erbaut. Die Weihe der zwei neuen Glocken fand am 23. September 1951 statt. Im Inneren befindet sich ein Seitenaltar aus dem Kloster Amtenhausen.

### Naturdenkmale
- Naturpark Obere Donau[19][20]
- FFH-Gebiet Nördliche Baaralb und Donau bei Immendingen[19]
- Vogelschutzgebiet Baar[19]
- Naturschutzgebiet Stäudlin-Hornenberg[19]

### Regelmäßige Veranstaltungen
- Die schwäbisch-alemannische Fastnacht wird seit 1980 von der Narrenzunft „Zimmerer Teufelsbrut e. V.“ betrieben.
- Maifest an der Donau – Veranstalter ist der Musikverein Zimmern
- Herbstfest (früher als Dorffest bekannt) – Veranstalter ist der Musikverein Zimmern

## Wirtschaft und Infrastruktur
An der Bundesstraße 311 in Richtung Immendingen liegt das Gewerbegebiet Am Freizeitzentrum mit mehreren Einzelhandels- und Dienstleistungsbetrieben sowie Unternehmen aus den Bereichen Maschinenbau, Modellbau und Industrieanlagen. Zudem befindet sich an der Bahnstrecke ein Bahnbetriebswerk der Hohenzollerischen Landesbahn AG sowie die Betriebsleitung des Ringzugs. Neben einer Tankstelle, einem Autohändler, einer Spielhalle und einigen kleineren Handwerksbetrieben gibt es noch zwei Bauernhöfe und zwei Gaststätten.

## Verkehr
Zimmern liegt an der Bundesstraße 311 nahe der Anschlussstelle Geisingen an der A 81. Durch den Ort verläuft die Schwarzwaldbahn, deren Züge dort allerdings nicht anhalten. Die örtliche Haltestelle wird vom Ringzug angefahren und verbindet Zimmern mit Immendingen, Tuttlingen und Rottweil.

## Persönlichkeiten

### Söhne und Töchter des Ortes
- Jacob Hienerwadel (* 1818; † 1881 in Singen (Hohentwiel)), Arzt und Altkatholik der ersten Stunde.[21]
- Otto Hienerwadel (* 1880; † 1969 in Illmensee), Postbeamter, Genealoge und Autor[22]
- Anton Grumann (* 1881; † 1937 in Möhringen), Oberpfarrer, Schriftsteller und Übersetzer des Kinderbuches Pinocchio (als Das hölzerne Bengele).[23][24]
- Franz Joseph Schwörer (* 1896; † 1971 in Waldshut), Landwirt, Agrarpolitiker, Direktor des Badischen Bauernvereins, Träger des Bundesverdienstkreuzes 1. Klasse und der Staatsmedaille in Gold von Baden-Württemberg[25]
- Fritz Vögele (* 1922; † 2007 in Tuttlingen), Lehrer und Heimatforscher[26]

### Persönlichkeiten, die vor Ort gewirkt haben
- Meisterinnen und Äbtissinnen des Klosters Amtenhausen